# Coruncala
Coruncala là một chi bướm đêm thuộc họ Erebidae.